# Jan Krzysztof Liszka

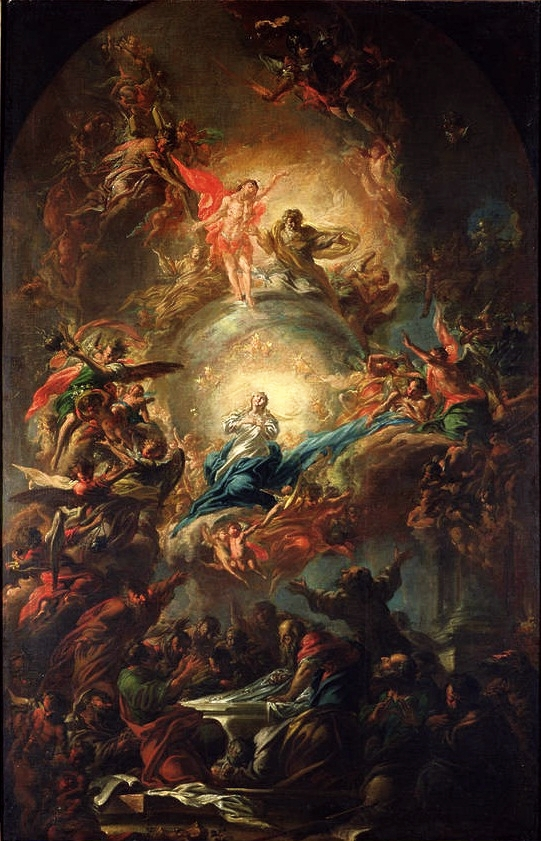
Wniebowzięcie Marii Panny w Galerii Narodowej w Pradze

Jan Krzysztof Liszka (czes. Jan Kryštof Liška; ur. około 1650 we Wrocławiu, zm. 23 sierpnia 1712 w Lubiążu) – czeski malarz wywodzący się ze Śląska. 
Był jednym z przedstawicieli czeskiego baroku, a zarazem jednym z tych twórców, którzy przetarli drogę dla nowego stylu – rokoko. Po śmierci męża matka Liszki wyszła ponownie za mąż za malarza Michała Willmanna, który poważnie zajął się chłopcem i jego edukacją. W późniejszym okresie, w celu pogłębienia wiedzy i wzbogaceniu warsztatu, z jakim zapoznał się u ojczyma, Liszka wyjechał do Włoch. Willmann i Liszka nie stracili jednak kontaktu ze sobą – mistrza i ucznia łączyła prawdziwa przyjaźń i współpraca przy różnych przedsięwzięciach artystycznych, która trwała aż do śmierci Willmanna.
Od 1689 Liszka mieszkał w Pradze i tam stworzył najwybitniejsze swoje dzieła, m.in. Stygmatyzację św. Franciszka w ołtarzu głównym kościoła św. Franciszka z Asyżu oraz Wniebowstąpienie NMP, również z tego kościoła. Ślady jego działalności twórczej znajdują się także na Śląsku, m.in. w kościele opactwa cysterskiego w Kamieńcu Ząbkowickim. 
Przez długi czas Liszka był odbierany nie jako samodzielny twórca, lecz jako naśladowca dzieł ojczyma. Jego obrazy jednak były odmienne – cechowała je dynamika, ruch, a jednocześnie liryzm i niespodziewane zwroty kompozycji. 
Uczniami Liszki byli Wacław Wawrzyniec Reiner oraz Jerzy Wilhelm Neunhertz.